# Estefanía de los Santos
Estefanía de los Santos (Sevilla, 1976) es una actriz española que ha participado en diversas ficciones y largometrajes nacionales como Bienvenidos al Lolita, Perdóname, Señor, El Continental o La peste. En 2012 fue nominada a los Goya por su interpretación en el largometraje Grupo 7.

## Trayectoria
Participó por primera vez en una ficción televisiva en 2007, en la comedia de Antena 3 para Youtube Chica busca chica. En 2010 participó en la película Don Mendo Rock ¿La venganza?, pero alcanzaría mayor popularidad tras protagonizar el largometraje Grupo 7 (2012) de Alberto Rodríguez Librero, interpretación por la que fue nominada en los Premios Goya como mejor actriz revelación.
En 2013 se incorporó a la segunda temporada de la serie de Antena 3 Luna, el misterio de Calenda, donde dio vida a Marcela. En 2014 fue una de las protagonistas de la serie Bienvenidos al Lolita. Ese mismo año, participó en la película Carmina y amén.
En 2017 se unió al elenco principal de la serie de Telecinco Perdóname, Señor. Un año más tarde, se une también como personaje principal en la serie diaria de Divinity Yo quisiera. Ese mismo año es una de las protagonistas de la serie web Cúpido de Playz y de la serie emitida en TVE El Continental, donde interpretó a Gloria. Además, protagonizó el largometraje Jaulas de Nicolás Pacheco por el que obtuvo el premio ASECAN.
En 2019 protagonizó el largometraje de Frank Ariza ¡Ay, mi madre!. Además, participó en la serie política de Telecinco Secretos de Estado y se incorporó al elenco principal de la serie de Movistar+ La peste. En 2020 protagonizó la película Para toda la muerte y participó en la serie maxicana Herederos por accidente.
En 2021 participó en el largometraje Ama, interpretando a Rosario y protagonizó la comedia de Vicente Villanueva Sevillanas de Brooklyn, donde dio vida a Carmen. Además, comenzó el rodaje de la película Tras el reflejo, dirigida por Frank Ariza.

## Filmografía

### Cine
| Año  | Título                       | Personaje     | Director                  |
| ---- | ---------------------------- | ------------- | ------------------------- |
| 2010 | Dispongo de barcos           | Dependienta   | Juan Cavestany            |
| 2010 | Don Mendo Rock ¿La venganza? | Dulce         | José Luis García Sánchez  |
| 2012 | Grupo 7                      | La Caoba      | Alberto Rodríguez Librero |
| 2012 | Miel de naranjas             | Taquillera    | Imanol Uribe              |
| 2014 | Carmina y amén               | Fany          | Paco León                 |
| 2015 | Hablar                       | La Borracha   | Joaquín Oristrell         |
| 2015 | De chica en chica            | Linda         | Sonia Sebastián           |
| 2016 | Que Dios nos perdone         | Travesti      | Rodrigo Sorogoyen         |
| 2016 | Relaxing cup of coffee       | Lola          | José Semprún              |
| 2018 | Tiempo después               | Mujer Alcalde | José Luis Cuerda          |
| 2018 | "Jaulas                      | Concha        | Nicolás Pacheco           |
| 2019 | ¡Ay, mi madre!               | María         | Frank Ariza               |
| 2020 | Para toda la muerte          | Pepa          | Alfonso Sánchez Fernández |
| 2021 | Ama                          | Rosario       | Júlia de Paz              |
| 2021 | Sevillanas de Brooklyn       | Carmen Parra  | Vicente Villanueva        |
| 2021 | Las leyes de la frontera     | Merche        | Daniel Monzón             |
| 2022 | La mesita del comedor        | María         | Caye Casas                |

### Televisión
| Año         | Título                       | Canal          | Personaje                       | Notas         |
| ----------- | ---------------------------- | -------------- | ------------------------------- | ------------- |
| 2008 - 2009 | Chica busca chica            | YouTube        | Alicia                          | 3 episodios   |
| 2011        | Cheers                       | Telecinco      | Beatriz                         | 1 episodio    |
| 2011        | Estudio 1                    | La 1           | Varios Personajes               | 1 episodio    |
| 2011        | Marco                        | Antena 3       | Juanota                         | 1 episodio    |
| 2013        | Luna, el misterio de Calenda | Antena 3       | Marcela                         | 8 episodios   |
| 2014        | Bienvenidos al Lolita        | Antena 3       | Rosario «Charo» Martín          | 8 episodios   |
| 2017        | Perdóname, Señor             | Telecinco      | Antonia Camacho                 | 8 episodios   |
| 2018        | Yo quisiera                  | Divinity       | Hannah                          | 38 episodios  |
| 2018        | Cupido                       | Playz          | Invidia                         | 6 episodios   |
| 2018        | El Continental               | La 1           | Gloria                          | 10 episodios  |
| 2018        | Arde Madrid                  | Movistar Plus+ | Campera                         | 1 episodio    |
| 2018 - 2019 | La peste                     | Movistar Plus+ | María de la O                   | 7 episodios   |
| 2019        | Secretos de estado           | Telecinco      | Francisca «Paca»                | 5 episodios   |
| 2020        | Herederos por accidente      | Claro Video    | Pilar                           | 13 episodios  |
| 2023 - 2024 | 4 estrellas                  | La 1           | Ángela "Angelita" Vargas Losada | 121 episodios |
| 2025        | Los sin nombre               | Movistar Plus+ | Bárbara                         | 1 episodio    |

## Premios y nominaciones
| Año  | Premio                                              | Categoría                         | Película                                     | Resultado |
| ---- | --------------------------------------------------- | --------------------------------- | -------------------------------------------- | --------- |
| 2013 | Medallas del Círculo de Escritores Cinematográficos | Actriz revelación                 | Grupo 7                                      | Nominada  |
| 2013 | Premios Goya                                        | Mejor actriz revelación           | Grupo 7                                      | Nominada  |
| 2013 | Premio del Cine Andaluz (ASECAN)                    | Mejor interpretación femenina     | Grupo 7                                      | Nominada  |
| 2015 | Unión de Actores y Actrices                         | Mejor actriz de reparto de teatro | Siempre me resistí a que terminara el verano | Nominada  |
| 2016 | Unión de Actores y Actrices                         | Mejor actriz de reparto de teatro | La distancia                                 | Ganadora  |
| 2019 | Premio del Cine Andaluz (ASECAN)                    | Mejor interpretación femenina     | Jaulas                                       | Ganadora  |